# Battaglia di Alnwick (1174)
La battaglia di Alnwick del 1174, detta anche seconda battaglia di Alnwick, fu uno scontro che si svolse il 13 luglio 1174 tra le truppe di Guglielmo I di Scozia e quelle del re d'Inghilterra. Il re scozzese venne catturato dalle forze inglesi guidate da Ranulf de Glanvill.

## Antefatto
Guglielmo di Scozia aveva ereditato il titolo di conte di Northumbria nel 1152. Ad ogni modo, aveva dovuto rinunciare a tale titolo in favore di re Enrico II d'Inghilterra nel 1157 e cercò di recuperare i territori perduti per la maggior parte del suo regno.
Nel 1173, mentre Enrico II era occupato a combattere contro i suoi figli nella rivolta del 1173–1174, Guglielmo di Scozia vide l'opportunità di riconquistare ciò che a sua detta gli era dovuto e invase la Northumbria. Avanzò su Newcastle ma dovette riconoscere che il castello locale era troppo possente e non gli consentiva di prendere il controllo della città. Attaccò quindi il castello di Prudhoe ma anche in questo caso le difese erano troppo forti per lui e per i suoi uomini. Tutt'altro che intenzionato a perseguire lunghi assedi, Guglielmo decise di fare ritorno in Scozia.
Nel 1174, il re di Scozia provò nuovamente ad invadere la Northumbria con un esercito ancora più grande che includeva questa volta un contingente di mercenari fiamminghi. L'esercito disponeva secondo le cronache di 80 000 uomini ma questa è certamente un'esagerazione. Questa volta, ad ogni modo, evitò Newcastle ma attaccò nuovamente il castello di Prudhoe. Il castello era però stato rafforzato rispetto all'anno precedente e dopo tre giorni d'assedio, Guglielmo dovette spostarsi più a nord per assediare Alnwick. Guglielmo divise il suo esercito in tre colonne e una di queste, al comando di Duncan, conte di Fife, attaccò Warkworth ed incendiò la chiesa locale di San Lorenzo con all'interno diversi rifugiati.

## La battaglia
Guglielmo fece il fatale errore di permettere al suo esercito di disperdersi, anziché concentrarsi attorno alla sua base di Alnwick. La notte dell'11 luglio, un gruppo di circa 400 cavalieri, guidati da Ranulf de Glanvill, uscì da Newcastle e fece rotta verso Alnwick. Questa piccola forza conteneva in realtà diversi cavalieri di lungo corso. Questi raggiunsero Alnwick poco dopo il tramonto ma si persero in una pesante nebbia che scese sulle campagne locali. Qui trovarono però l'accampamento di Guglielmo, dove il re scozzese era protetto solo dalla propria guardia del corpo che comprendeva sessanta uomini in tutto. Al suono dell'allarme, Guglielmo uscì dalla sua tenda e si preparò alla lotta. L'esercito inglese caricò e il re scozzese con la sua guardia risposero. Il cavallo di Guglielmo gli venne ucciso sotto la sella e lui finì prigioniero degli inglesi. Quanti lo seguivano vennero uccisi o si arresero al nemico.

## Conseguenze
Guglielmo venne portato al castello di Newcastle come prigioniero. Il suo esercito si trovò senza capo e tornò in Scozia. Guglielmo venne infine trasferito a Falaise, in Normandia, per maggiore sicurezza dal momento che si riteneva che i suoi uomini potessero volerlo liberare. Mentre il re scozzese si trovava in quest'ultima prigione, Enrico d'Inghilterra inviò un esercito ad occupare parte della Scozia e cinque dei suoi più potenti castelli: Roxburgh, Berwick, Jedburgh, Edimburgo e Stirling.
Per ottenere la libertà, Guglielmo venne costretto a firmare il trattato di Falaise secondo il quale egli si sarebbe sottomesso al re inglese ed avrebbe accettato l'occupazione dei suoi castelli da parte dei soldati inglesi, a spese degli scozzesi. Quando Guglielmo venne rilasciato, si riportò in Scozia passando per Newcastle e venne assaltato dalla folla.